# Złoty Puchar CONCACAF Kobiet
Złoty Puchar CONCACAF Kobiet – międzynarodowy turniej piłkarski organizowany przez Konfederację Piłki Nożnej Ameryki Północnej, Środkowej i Karaibów (CONCACAF) dla należących do związku kobiecych reprezentacji narodowych.
Pierwsza edycja turnieju odbędzie się w 2024 roku w Stanach Zjednoczonych.

## Format rozgrywek

### Eliminacje
Eliminacje do turnieju rozpoczynają się od fazy grupowej. Drużyny są podzielone na trzy ligi (A, B i C), im wyższa liga, tym większe szanse na awans. Z ligi C awans na turniej nie jest możliwy, jednak dla najlepszych drużyn tej ligi będzie on dostępny z poziomu ligi B.
Miejsce w turnieju mają zapewnione zwyciężczynie poprzedniej edycji, oraz zwyciężczynie barażu CONCACAF o awans na Igrzyska Olimpijskie.
Z ligi A pierwsze miejsca z grup awansują do turnieju finałowego. Wicemistrzowie grup ligi A oraz zwycięzcy grup ligi B walczą w barażach pozostałe 3 miejsca dające grę na turnieju.

### Turniej finałowy
12 drużyn zostanie podzielonych na 3 grupy po 4 zespoły. Do ćwierćfinałów awansują po dwie najlepsze drużyny z każdej grupy, oraz dwie najlepsze reprezentacje z trzecich miejsc. Zwyciężczynie ćwierćfinałów awansują do półfinałów, a zwyciężczynie półfinałów do finału, który będzie meczem decydującym o zwycięstwie w turnieju.

## Historia
| Rok  | Gospodarz         | Finał             | Finał | Finał      | Mecz o trzecie miejsce | Mecz o trzecie miejsce | Mecz o trzecie miejsce |
| Rok  | Gospodarz         | Mistrz            | Wynik | Wicemistrz | Trzecie miejsce        | Wynik                  | Czwarte miejsce        |
| ---- | ----------------- | ----------------- | ----- | ---------- | ---------------------- | ---------------------- | ---------------------- |
| 2024 | Stany Zjednoczone | Stany Zjednoczone | 1 – 0 | Brazylia   | Kanada                 | 2–2(4-5)               | Meksyk                 |

## Klasyfikacja medalowa
| \| Msc. \| Państwo \| \| \| \| \| \| ---- \| ----------------- \| - \| - \| - \| - \| \| 1. \| Stany Zjednoczone \| 1 \| 0 \| 0 \| 1 \| \| 2. \| Brazylia \| 0 \| 1 \| 0 \| 1 \| \| 3. \| Kanada \| 0 \| 0 \| 1 \| 1 \| \| 4. \| Meksyk \| 0 \| 0 \| 1 \| 1 \| Tabela medalowa zaktualizowana po turnieju w 2023. |                   | Klasyfikacja według liczby tytułów Stany Zjednoczone: 1 Mistrzowie w roli gospodarza turnieju Stany Zjednoczone (2024) |        |      |   |
| Msc. | Państwo           | złoto | srebro | brąz |   |
| 1. | Stany Zjednoczone | 1 | 0      | 0    | 1 |
| 2. | Brazylia          | 0 | 1      | 0    | 1 |
| 3. | Kanada            | 0 | 0      | 1    | 1 |
| 4. | Meksyk            | 0 | 0      | 1    | 1 |

## Drużyny
1 występ:
- Argentyna
- Brazylia
- Dominikana
- Kanada
- Kolumbia
- Kostaryka
- Meksyk
- Panama
- Paragwaj
- Portoryko
- Salwador
- Stany Zjednoczone

### Drużyny zapraszane
Dotychczas do udziału w turnieju zapraszano cztery najlepsze drużyny ostatniej edycji Copa América kobiet.
- Argentyna
- Brazylia
- Kolumbia
- Paragwaj

## Stadiony
Lista przedstawia stadiony, które w przeszłości gościły, lub będą gościć najbliższe turnieje. Zielonym kolorem oznaczono proponowane stadiony. Niebieskim kolorem natomiast oznaczano stadiony goszczące finał turnieju.
| San DiegoCarsonLos AngelesHouston | San DiegoCarsonLos AngelesHouston | San DiegoCarsonLos AngelesHouston | San DiegoCarsonLos AngelesHouston |
| --------------------------------- | --------------------------------- | --------------------------------- | --------------------------------- |